# Ópera Flamenca
Die Ópera Flamenca (deutsch Flamenco-Oper) war eine Form der Inszenierung von Flamenco-Vorstellungen in großem Rahmen. Sie war von den 1920er Jahren bis in die 1950er Jahre populär. Die musikalisch-ideologische Grundlage für den Erfolg der Ópera Flamenca waren „Helle, freundliche Melodien, melodramatische Stoffe, Anbiederung an den Folklorismus, freie Adaption und Interpretation der alten Gesänge.“

## Charakteristik
Der Überlieferung nach schlug Pastora Cruz Vargas, die Mutter von Pastora María Pavón Cruz (genannt La Niña de los Peines), dem Impresario von Carlos Hernández den Namen Ópera Flamenca vor. Letzterer produzierte ab 1924 eine große Anzahl von Aufführungen. Angeblich waren wirtschaftliche Gründe für die Namenswahl maßgeblich: Opernaufführungen wurden ab Mai 1926 in Spanien mit 3 % besteuert, während Varieté-Vorstellungen mit 10 % belastet wurden. Eine andere Deutung ist, dass die Impresarios dem anrüchigen Leumund des Flamencos mit einer euphemistischen Bezeichnung entgegenwirken wollten.
Die Ópera Flamenca, zu deren Protagonisten auch Pepe Marchena, genannt El Niño de Marchena, gehörte, hatte folgende Merkmale:
- Ein Ensemble von Künstlern und Technikern, die regelmäßig zusammenarbeiten, unternahm Tourneen mit jeweils einem festen Programm.
- Diese Tourneen wurden von einem Impresario organisiert.
- Die Rolle wurde später teilweise auch von einer bzw. einem der Künstlerinnen oder Künstler übernommen.
- Im Ensemble arbeiteten sehr bekannte mit weniger bekannten Künstlern zusammen.
- Das Programm umfasste verschiedene Genres, darunter Flamenco, andalusische oder spanische Musik und Gesang, Orchesterstücke, kleine Schauspiele.
- Die Tourneen fanden in der Regel im Frühjahr und Sommer statt.
- Die Aufführungen fanden stets an Stätten statt, die einem großen Publikum, das mehrere tausend Personen umfassen konnte, Platz boten: Stierkampfarenen, Theaterhäuser, Zirkusse.[8]
- Im Lauf der Zeit kamen diverse damals neue technische Hilfsmittel zur Anwendung, beispielsweise Lautsprecher, Lichttechnik, aufwändige Bühnentechnik.

## Die Ópera Flamenca: Eine dekadente Zeiterscheinung?
Die Ópera Flamenca war einerseits populär und bot bekannten Künstlern ein gutes Auskommen. Andererseits wurde und wird sie von Musikern und Literaten, die Flamenco als Kunstform schätzen, heftig kritisiert: Sie habe zu maximaler Verflachung und Stagnation des Flamenco-Gesangs geführt.
Der Autor Anselmo González Climent (Flamencología. Toros, cante y baile. Madrid 1955) nannte folgende Kritikpunkte:
1. Instrumentale Orchestrierung zu Lasten des Gesangs und der internen Struktur.
2. Wurzeln in der canción andaluza, dem andalusischen Volkslied, zu Lasten des melodischen Ausdrucks und der inhaltlichen Tiefe.
3. Degradierung der Gitarre von solistischer Noblesse zur bloßen Beiträgerin von Verzierungen im Konzertkörper.
4. „Leichte Gesänge“' wie Fandangos, Fandanguillos, Farrucas, Garrotines, Alegrías zu Lasten der großen Gesänge des Cante jondo wie Seguiriya, Soleá und Martinete.
5. Banalisierung der Texte. Die Copla, die Liedstrophe verflache von authentischer, inspirierter Volkslyrik zu sentimentaler urbaner Romanze.
6. Stilisierungen und Verzierungen in Salon-Manier, nach bourgeoisem Geschmack, mit minimalen Einsprengseln traditionellen Gesangs.
7. Angleichung an die Zarzuela, angepasst an den Geschmack von Touristen und Provinzlern. Folkloristische Appetithäppchen. Geistlose Thematik.
8. Totale Professionalisierung, Organisation in Firmen, Integration in die Schallplatten-, Radio- und Filmindustrie.
9. Verlust des internationalen Ansehens. Spanische Künstler und Intellektuelle hielten sich vom Flamenco fern. Das geistige Zentrum des Flamencos breche zusammen, der Gesang verliere sein Ansehen.
10. Periodisierung. Man widme sich mehr der Aktualität als der Wahrheit.
11. Kapitulation des Guten. Der Verlust der authentischen Flamencos sei unausweichlich.

Diese Vorbehalte beruhen auf einer Sichtweise, die den Flamenco als Volkskunst sah, deren Reinheit durch Professionalität getrübt werde. Spätere Autoren wie Eugenio Cobo, José Manuel Gamboa und José Luis Ortiz Nuevo wandten sich gegen diese Ideologie der Reinheit der Kunst für eine elitäre Minderheit und verwiesen darauf, dass eine Reihe von Künstlern sowohl in der ernsten Kunst als auch in der Ópera Flamenca brillierten, darunter La Niña de los Peines und Manolo Caracol.

## Einflüsse und Geschichte
Zeitlich schließt sich die Epoche der Ópera Flamenca an die Zeit der Cafés cantantes an, die gegen Ende des 19. Jahrhunderts ihre Blütezeit hatten. In gewisser Hinsicht kann man die Ópera Flamenca als Fortsetzung einer Entwicklung sehen, die den Flamenco aus dem ethnischen und familiären Kontext der Gitanos in die Öffentlichkeit führte und die ihn professionalisierte. Zeitgleich entstand eine Gegenbewegung, die befürchtete, dass diese Entwicklung den Flamenco seiner Authentizität und Tiefe berauben werde. Sie kulminierte 1922 im Wettbewerb Concurso de Cante Jondo in Granada.
Die ersten Óperas Flamencas, veranstaltet von dem, seit 1922 auch mit der Vermarktung des Flamencos befassten, Manager Carlos Hernández und seiner Frau (als Künstlerehepaar Les Védrines) und Alberto Montserrat, der dann auch die Managementtätigkeit von Hernández fortsetzte, trugen pompöse Titel wie Solemne concierto de ópera flamenca und Colosal espectáculo de ópera flamenca.
In enger Beziehung zur Opera Flamenco stehen Opernkomödien wie La copla andaluza von Eduardo Rodríguez von 1924 und die spätere Fassung desselben Titels von 1928 von Antonio Quintero Ramírez. Durch diese Beispiele bürgerte sich die Praxis ein, Rezitative zwischen die Gesangsstücke einzustreuen. Weitere Beispiele solcher Opernkomödien sind:
- La Petenera von Francisco Serrano und Manuel de Góngora, in Madrid 1927 aufgeführt;
- 1933 Sol y sombra von Antonio Quintero und Pascal Guillén mit Dolores Allménez Alcántara (1909–1999),[16] genannt „La Niña de la Puebla“;[17]
- 1934 Oro y marfil, ebenfalls von Quintero und Guillén;
- 1935 Consuelo la Trianera von Julián Sánchez Prieto (alias „El Pastor Poeta“).[18]

Die Ópera Flamenca und verwandte große Bühnen- und Filmaufführungen führten zu einer Ausweitung im Flamenco-Tanz. Tanzten bisher vorwiegend eine und nur im Ausnahmefall mehr als drei bis vier Personen in einer Szene, so trat nun das große Ballett auf die Bühne. Beruhten die Tanzeinlagen bisher zum großen Teil auf Improvisation, so wurde nun eine durchgestaltete Choreografie notwendig. Wurden bisher viele Palos nur gesungen und musiziert, so wurde nun zu praktisch jeder Gesangsform ein Tanz erfunden, einschließlich der Seguiriya, dem Taranto und dem Martinete. Tänzerinnen und Tänzer wie La Argentina, Vicente Escudero, La Argentinita, Pilar López, Alejandro Vega und Antonio Ruiz Soler vermischten spanischen Tanz und Flamenco. Als Vorbilder dienten Kompositionen von Isaac Albéniz, Manuel de Falla und Joaquín Turina und die Ballette El amor brujo und El sombrero de tres picos.
Der Einfluss der Ópera Flamenca auf die Gegenwart ist nicht zu unterschätzen. Erstklassige zeitgenössische Sängerinnen und Sänger wie Carmen Linares oder Estrella Morente scheuen sich nicht, die Genres zu singen, die durch die Ópera Flamenca populär wurden. Letztere interpretiert im Film Volver (2006) von Pedro Almodóvar den gleichnamigen Tango von Carlos Gardel in flamencisierter Form. Lateinamerikanische Künstler wie Gardel trugen in der Spätzeit der Ópera Flamenca maßgeblich zu ihr bei. Im Film Morena Clara von Florián Rey interpretierte Imperio Argentina Kompositionen aus der Ópera Flamenca. Weitere bekannte Namen, die in der Ópera Flamenca mitwirkten, sind Concha Piquer, Estrellita Castro, Marifé de Triana, Lola Flores, Manolo Escobar, Rocío Jurado, Antonio Molina, Carlos Cano, María Dolores Pradera und Plácido Domingo. Als Hommage an das Genre kann Paco de Lucías postum erschienene CD Canción Andaluza angesehen werden. Sie enthält unter anderem acht klassische Stücke aus der Ópera Flamenca.